# Uxegney
Uxegney [yksəɲɛ]  est une commune française située dans le département des Vosges, en Lorraine, dans la région administrative Grand Est.
Ses habitants sont appelés les Ursiniens.

## Géographie
Uxegney, après le rapide essor périurbain depuis les années soixante en cinq décennies, forme une agglomération continue avec Darnieulles à l'ouest. Les autres communes limitrophes sont Sanchey au sud-ouest, Les Forges au sud-est, Golbey à l'est, Domèvre-sur-Avière au nord, Fomerey au nord-ouest.

### Communes limitrophes
| Fomerey     | Domèvre-sur-Avière |            |
| Darnieulles | Uxegney            | Golbey     |
| Sanchey     |                    | Les Forges |

### Voies de communication et transports

#### Voies routières
La commune a bénéficié de constructions récentes et sa population a plus que doublé en 40 ans. La qualité de vie s'est améliorée avec la déviation de l'axe Épinal-Neufchâteau par la D 166 qui contourne désormais la commune par le nord.

#### Transports en commun
- Fluo Grand Est.

### Localisation
Le bourg actuel à 6 km à l'ouest d'Épinal est situé à proximité de la vallée de l'Avière, en rive gauche. Le ruisseau de l'Épine, connue autrefois sous le nom de Spina(wa) pour ses eaux sinueuses en période calme ou dangereusement tournoyantes en période de crue, est l'affluent en rive droite de l'Avière, à peu près en face du vieux village. Ce ruisseau reçoit en sa rive droite, les eaux de l'Aunois ou ruisseau des Aunois. Le ruisseau des Roseaux, venu de Darnieulles, rejoint en rive gauche l'Avière légèrement en amont de la confluence avec l'Épine.
Le fort d'Uxegney domine la rive droite de l'Avière entre Uxegney et Domèvre à 379 m d'altitude. Le fort de Bois-L'Abbé est encore plus haut au nord-est à 384 m d'altitude. Le territoire communal atteint et englobe au sud-est et au sud, en plusieurs points sur plusieurs centaines de mètres, le canal de l'Est, qui étale son tracé sinueux entre Sanchey, Les Forges et Golbey.

### Géologie et relief
La surface communale actuelle s'échelonne entre grosso modo 329 et 384 mètres d'altitude. À 340 mètres d'altitude, l'observation des différentes falaises et recoupes de terrains permet d'observer des couches du calcaire coquillier ou muschelkalk, du grès bigarré, et ce que les géologues du milieu du XIXe siècle nommait du "diluvium argileux", où s'insèrent des cailloux roulés de grès vosgiens, charriés par les eaux de fontes glaciaires il y a plus de 10000 ans.
À la base des terrasses alluvionnaires de Bois-L'Abbé à proximité de la commune de Golbey, Paul Henri Fliche, professeur d'histoire naturelle à l'école forestière, a découvert dans les années 1880 des gisements de lignites et d'animaux fossiles. Sur ce gîte assimilable à celui découvert à Jarville en Meurthe-et-Moselle, les animaux et végétaux fossiles de l'ère quaternaire indiquent un climat glaciaire. Nous sommes revenus dans une forêt boréale de pins en limite de toundra. Sont nommées les espèces végétales Larix europœa, Picea excelsa, Pinus obovata, Pinus montana, Alnus viridis, Alnus incana, Betula pubescens, Elyma spicata... et les insectes coléoptères du genre Bembidium, Agonum, Adimonia, Donacia...

### Paysages actuels
Les forêts sont loin d'être absentes du territoire actuel : Bois du Fincieux, autrefois écrit Faincieux sur les cartes de Cassini, mais aussi Finxieu (1737) ou Fianceux (1701), signalant trivialement la fin du finage du ban au nord, le Bois de la Godelle à l'est dans le secteur en hauteur de Bois-L'Abbé, le Bois des Saussieux au sud, le Rond-Bois, reliquat des bois embannis au profit de la vieille communauté villageoise de Bois L'Abbé, au sud-est par-delà le canal de l'Est...

### Anciens et récents écarts et lieux-dits
Ils étaient pléthoriques autrefois. Ils nomment aujourd'hui différents habitats, souvent périurbains ou pavillonnaires, Bois L'Abbé, La Ménère, Le Faubourg, Le Moulin, Les Cots, La Tuilerie ou Les Forges, le Pâquis, les Prés de la Croix, La Violle, La ferme aux Fraises...
Mais ils paraissent souvent différents aux yeux des historiens, ou encore pour les paysans du XIXe siècle. La Mairie était le lieu-dit central du ban d'Uxegney. L'ensemble du village était vraisemblablement fortifié.
La Ménère, selon les statistiques de 1889, autrefois La Ménière, représente une légère proéminence ou colline surplombant au nord-est la confluence entre l'Avière et le ruisseau de l'Épine.
Le faubourg, c'est-à-dire un habitat médiéval en dehors (foris) du bourg ou burg "espace fortifié habité", se situe en rive droite de l'Avière, il s'étalait au début et au long d'un chemin vers Domèvre, en contrebas du vieux chemin reliant la Mairie à la Ménère. Lepage et Charton n'y signalent qu'une ferme. En aval d'Uxegney et de son faubourg, il y avait le Houchey et le lieu-dit des Sarrazins signalant une ancienne redoute, sans oublier les mauvais champs des Perrières et le bon terroir de Fléval en rive gauche.
Le quartier du Moulin, excentrée pour des raisons de protection incendie et de prise d'eau efficace, était sur la rive gauche du ruisseau de l'Épine, au sud de la colline de la Menère. Mais il existait un écart proche, appelé Devant le Moulin.
L'Avière est le lieu-dit, situé en rive gauche entre Darnieulles et Uxegney, autrefois occupé par d'autres moulins, et plus tard des usines, en l'occurrence l'usine textile. Le nom provient de la principale prise d'eau, situé sur la grande rivière. Au XVIIIe siècle, il y existe un moulin dit "de Darneulle", mais au XIXe siècle il s'agit d'un moulin Vandrillot, lointain héritier d'un moulin Vandrier. Il semble que l'huilerie du XIXe siècle correspondait à l'un de ses moulins.
Le lieu-dit Le Pâquis dans la vallée de l'Avière en amont du Moulin témoigne que ces vastes zones de prés, parfois humides, et en pratique non bâtie, servaient à la pâture du troupeau communautaire.

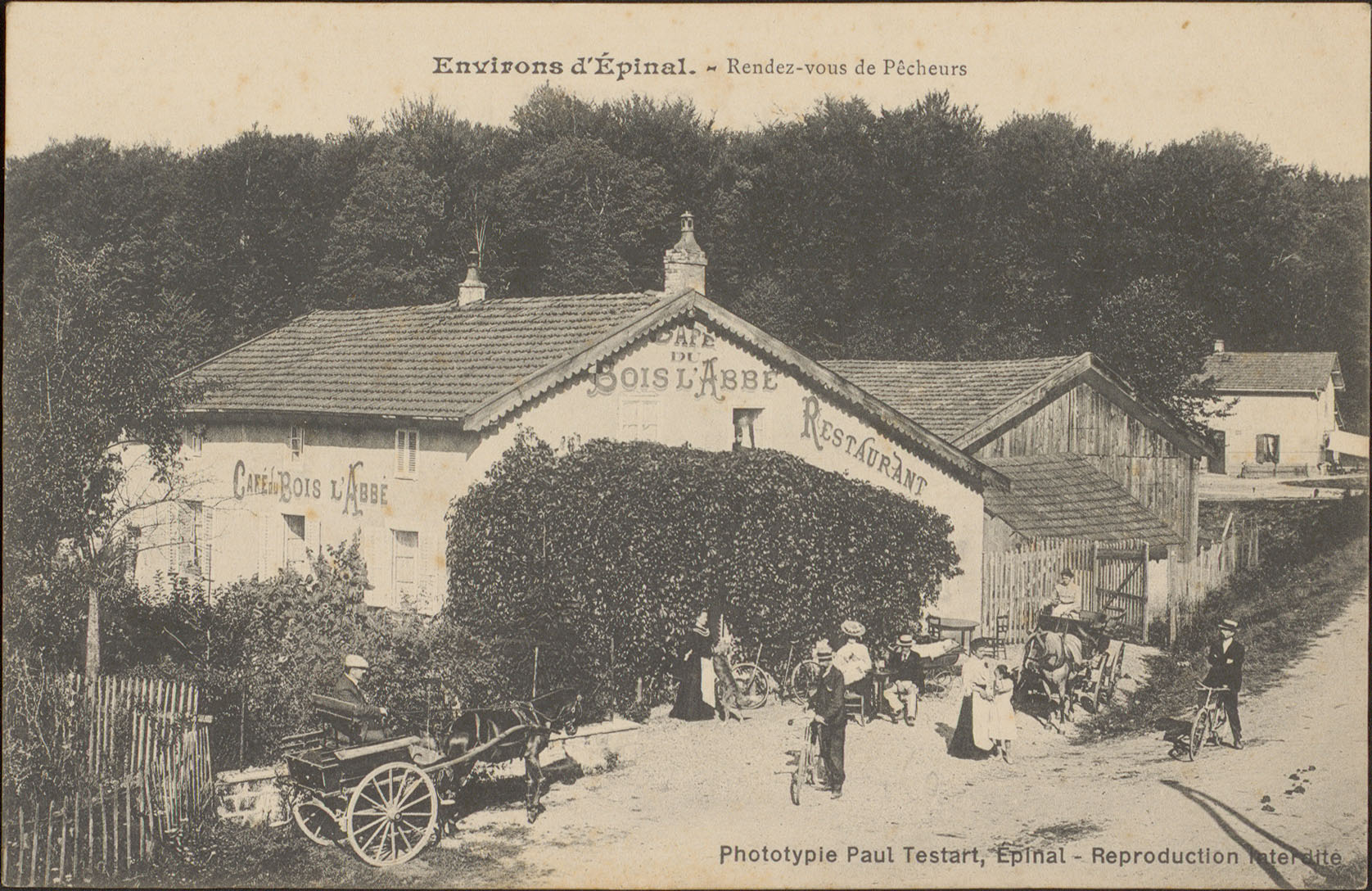
Rendez-vous de pêcheurs au café de Bois l'Abbé.

Les rives ou côtes escarpés du ruisseau des Aunois, ont laissé leurs dénominations à un écart plus réduit, Les Cots. Ces rebords se placent sous la partie méridionale d'un plateau ondulé, qui emprunte son nom au monticule du Bois L'abbé, pourtant culminant quelques kilomètres au nord.
Ez Chaucheux, une variante ancienne de Sauss(i)eux, Ez Fourney, La Poussière et Les Forges (sic) sont des anciens écarts ou lieux-dits témoignant probablement de la métallurgie ancienne du fer au sud du territoire communal actuelle. Sauss(i)eux qui dénomme encore un bois correspond à une forme tardive francisée. La tuilerie construite au Chevillard, à proximité de la commune actuelle des Forges, dont elle prenait en partie la main d'œuvre, a fini par imposer son nom à l'écart.
L'Aumonière était un écart, qui serait, selon Henri Lepage en 1845, une dépendance d'une cense ancienne, nommée L'Aumonerie, dépendante de Chaumousey.
La possession foncière aux mains de l'église locale ou aux mains des religieux a marqué en partie la micro-toponymie des prés et des champs. Ainsi les lieux-dits du pré paradis, du pré des moines, les champs Saint-Pierre, terroir au nord en contrebas du fort d'Uxegney à moins que ce soit tout un petit domaine comme le maix Romary. Les terres paysannes autonomes, de franc alleux, sont toujours plus effacée ou discrètes, mais non pas absentes avec les breleux (petits champs) et la maie.

### Hydrographie et les eaux souterraines
Hydrogéologie et climatologie : Système d’information pour la gestion des eaux souterraines du bassin Rhin-Meuse :
Territoire communal : Occupation du sol (Corinne Land Cover); Cours d'eau (BD Carthage),
Géologie : Carte géologique; Coupes géologiques et techniques,
 Hydrogéologie : Masses d'eau souterraine; BD Lisa; Cartes piézométriques.
La commune est située dans le bassin versant du Rhin au sein du bassin Rhin-Meuse. Elle est drainée par l'Aviere, le ruisseau des Aunots, le ruisseau des Roseaux et le ruisseau l'Epine,.
L'Avière, d'une longueur totale de 28 km, prend sa source dans la commune de Renauvoid et se jette dans la Moselle à Châtel-sur-Moselle, après avoir traversé dix communes.

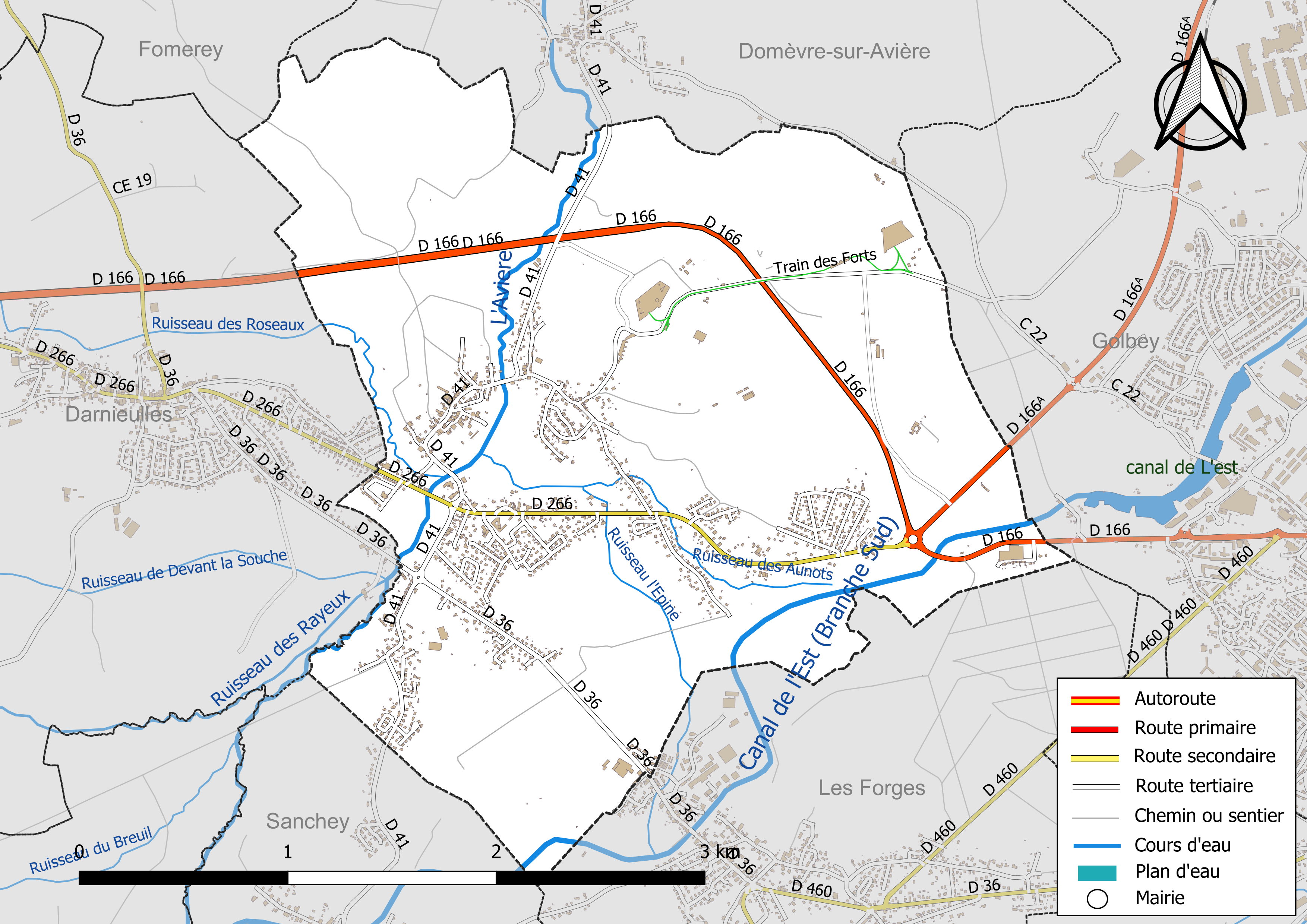
Réseaux hydrographique et routier d'Uxegney.

La qualité des cours d’eau peut être consultée sur un site dédié géré par les agences de l’eau et l’Agence française pour la biodiversité.

### Climat
Pour des articles plus généraux, voir Climat du Grand Est et Climat des Vosges.
En 2010, le climat de la commune est de type climat de montagne, selon une étude du Centre national de la recherche scientifique s'appuyant sur une série de données couvrant la période 1971-2000. En 2020, Météo-France publie une typologie des climats de la France métropolitaine dans laquelle la commune est exposée à un climat semi-continental et est dans la région climatique  Lorraine, plateau de Langres, Morvan, caractérisée par un hiver rude (1,5 °C), des vents modérés et des brouillards fréquents en automne et hiver. 
Pour la période 1971-2000, la température annuelle moyenne est de 9,4 °C, avec une amplitude thermique annuelle de 16,9 °C. Le cumul annuel moyen de précipitations est de 1 004 mm, avec 12,7 jours de précipitations en janvier et 10,1 jours en juillet. Pour la période 1991-2020, la température moyenne annuelle observée sur la station météorologique de Météo-France la plus proche, « Épinal », sur la commune de Dogneville à 7 km à vol d'oiseau, est de 10,3 °C et le cumul annuel moyen de précipitations est de 907,0 mm. 
La température maximale relevée sur cette station est de 39,3 °C, atteinte le 25 juillet 2019 ; la température minimale est de −18,9 °C, atteinte le 12 janvier 1987,,. 
Les paramètres climatiques de la commune ont été estimés pour le milieu du siècle (2041-2070) selon différents scénarios d'émission de gaz à effet de serre à partir des nouvelles projections climatiques de référence DRIAS-2020. Ils sont consultables sur un site dédié publié par Météo-France en novembre 2022.

## Urbanisme

### Typologie
Au 1er janvier 2024, Uxegney est catégorisée bourg rural, selon la nouvelle grille communale de densité à sept niveaux définie par l'Insee en 2022.
Elle appartient à l'unité urbaine d'Uxegney, une agglomération intra-départementale regroupant deux  communes, dont elle est ville-centre,,. Par ailleurs la commune fait partie de l'aire d'attraction d'Épinal, dont elle est une commune de la couronne,. Cette aire, qui regroupe 118 communes, est catégorisée dans les aires de 50 000 à moins de 200 000 habitants,.

### Occupation des sols
L'occupation des sols de la commune, telle qu'elle ressort de la base de données européenne d’occupation biophysique des sols Corine Land Cover (CLC), est marquée par l'importance des territoires agricoles (54,5 % en 2018), en diminution par rapport à 1990 (57,1 %). La répartition détaillée en 2018 est la suivante : 
prairies (45,1 %), forêts (26,6 %), zones urbanisées (18,9 %), zones agricoles hétérogènes (9,4 %). L'évolution de l’occupation des sols de la commune et de ses infrastructures peut être observée sur les différentes représentations cartographiques du territoire : la carte de Cassini (XVIIIe siècle), la carte d'état-major (1820-1866) et les cartes ou photos aériennes de l'IGN pour la période actuelle (1950 à aujourd'hui).

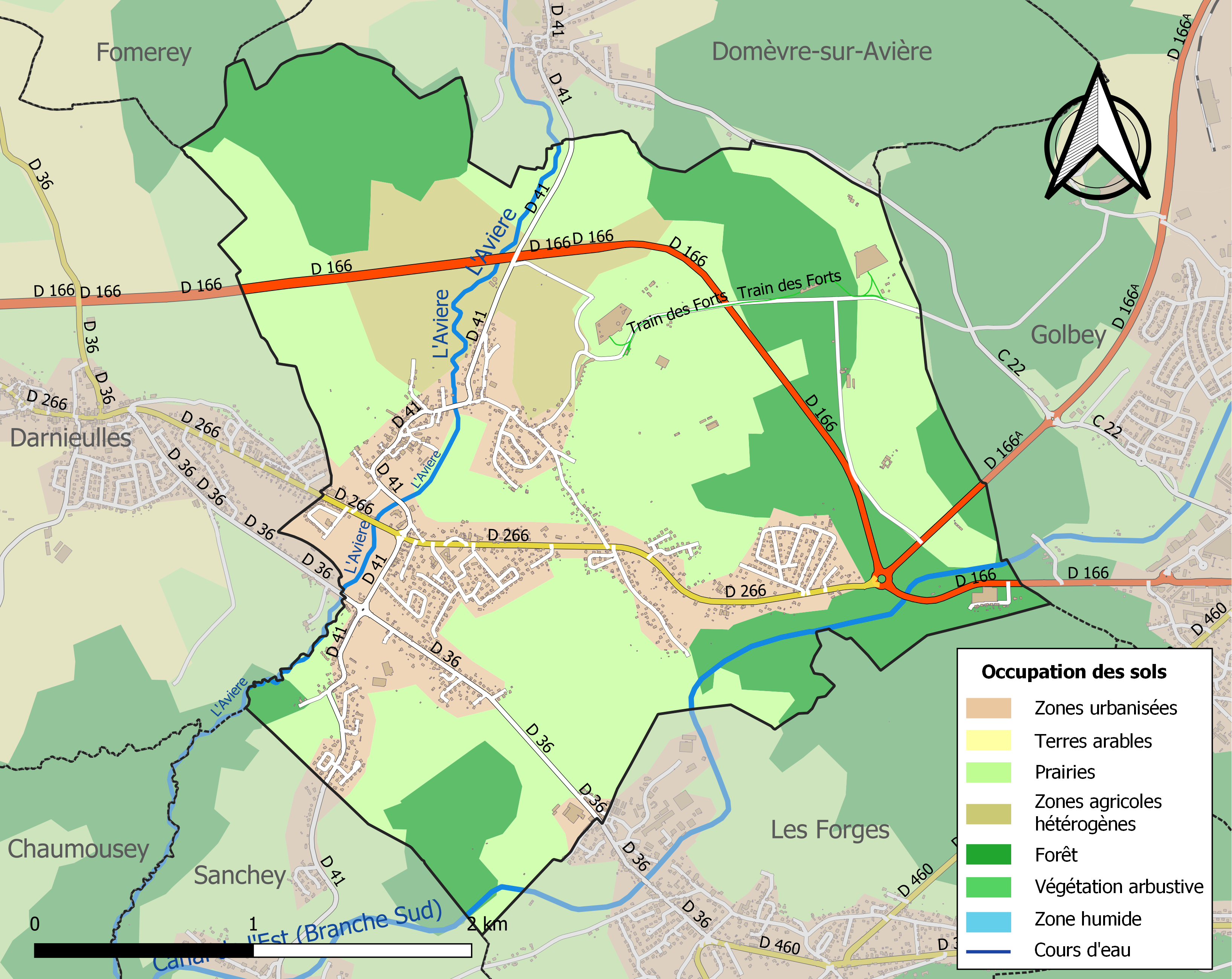
Carte des infrastructures et de l'occupation des sols de la commune en 2018 (CLC).

## Toponymie
Le nom de ce village du diocèse de Toul dans les archives évolue, mais il faut en prendre les dénominations suivant les diverses langues (latin de l'écriture religieuse et administrative, ancien français des tabellions, roman de l'autorité seigneuriale ou encore transcription-adaptation par écrit du son vernaculaire entendu) : Ursignei ou Ursigneis en 1182, Uxigneiy ou Urceigneix en 1295, Urseigneix au début du siècle suivant, Urneix ou Werseigneix en 1309, Ursigneix ou Ursigneis en 1311, Uxignei ou Urxignei en 1312, Uxegnei en 1313, ce qui a justifié le latin Uxigneium, Urcxegneix en 1338, paroche d'Urxegnei en 1342 justifiant la création récente de la paroisse homonyme, Urcegney ou Urcegnez en 1344, Urcegnei en 1346, Hurxigney, Urceney puis Urceigney ou Urcignia au milieu et à la fin du XIVe siècle, Usseigny en 1401, De Urcigneyo, Urtigney, Bragneyo en 1402, Uxegney enfin en 1436, forme attesté à la cote G 1286 des Archives départementales des Vosges, Urcigney en 1476, "Urcegny" en 1486, Uxigny en 1495, Euxegney en 1498, Urxegney en 1503, Huxegney selon Henri Lepage ou encore Uxegney en 1522, Uxegny en 1582, Eussegney à la fin du XVIe siècle.En 1656, le village se nomme dans un document  Uchigney avant de prendre la graphie Usseygney en 1683. En 1714, la graphie stabilisée « Uxegney » désigne le village, dépendant de l'archidiaconé de Vôge et du doyenné de Jorxey sur le plan religieux. Une trentaine de formes anciennes sont recensées par Paul Marichal dans son Dictionnaire topographique. Une des plus ancienne est Ursigney (1182). Le nom latin est Uxegneium.
Il est parfois difficile de cerner avec précision dans les textes la signification d'Uxegney.
Le -x- à l'intervocalique se prononçait autrefois « ch » [ʃ], selon des témoignages recueillis par Albert Dauzat. 
Dans la tradition paysanne, Uxegney désigne un habitat associé au passage resserré ou sortie de l'eau vive, c'est-à-dire un habitat groupé dans une vallée de l'Avière qui devient ici étroite, les terres en amont étant autrefois mal drainées, périodiquement inondées ou humides, donc idéal terrain de chasse.

## Histoire
Le domaine d'Uxegney (Ursiniaco, précisément A de ursiniaco) est attesté dès le Xe siècle dans une charte des biens temporels du chapitre de l'abbaye de Remiremont. Dans la diplomatique de Lorraine, en 1033, la mention in finibus ursiniaci ville fait allusion aux limites du domaine. Dom Calmet dans son Histoire de Lorraine affirme que les anciens textes mentionnent apud ursiniacum en 1147 et qu'une cacographie en Ursuanum était fréquente. 
Le plus souvent, elle concerne un vaste espace grevé de droits administratifs et de privilèges régaliens ou seigneuriaux, géré par une structure de ban qui remontent à l'époque mérovingienne, mais qui a été modifié et englobé dans un ban religieux carolingien. Il est plus rare qu'elle fasse mention de la modeste communauté paysanne d'Uxegney, agglomérée près de l'Avière. D'autre part, la commune actuelle s'étend sur d'autres communautés paysannes autrefois différentes, comme le village ou "viller" de Bois L'Abbé, ou à terroir voisin, mais séparé et excentré, comme La Ménère ou Le Moulin.
Le nom d'Uxegney apparaît primitivement associé dès l'époque mérovingienne à un vaste domaine forestier de la foresta régalienne, puis à un domaine forestier dépendant de l'abbaye impériale de Remiremont et constitué entre 780 et 910. Ce large domaine forestier, malgré les réformes de Louis le Pieux concernant le statut protégé et la gestion administrative de la foresta carolingienne, est partout grignoté de manière avide par les populations des bans sous égide comtale, il est ensuite devenu vers le XIe siècle un ban forestier abbatial, avant de passer partiellement au XIIe siècle, puis complètement au XVIe siècle sous l'égide du duché de Lorraine. Le ban d'Uxegney est encore considérable à l'époque moderne.

À la fin du XIXe siècle, la forêt domaniale dite du ban d'Uxegney ne couvre plus que 1464 ha, principalement sur le grès vosgien. Ce sont aujourd'hui les forêts domaniales des communes de Chantraine, des Forges, de Saint-Laurent, de Sanchey et de Renauvoid. Il s'agit d'un nom reliquat qui fait allusion à une ancienne structuration d'une fraction de foresta mérovingienne bien plus vaste, recomposée en bans forestiers après un lent grignotage, mais l'appellation est trompeuse car, par exemple, la forêt de Renaudvoid, une forêt indivise entre Remiremont et le marquis de Ville-sur-Illon à l'époque moderne, n'a quasiment jamais fait partie intégrante du ban forestier défini au XIIe siècle.
Dom Calmet, dans sa Notice de Lorraine, mentionne la dénomination Uxegneium en latin médiéval. Selon l'érudit lorrain, Uxegney est après 1750 le chef-lieu d'un vaste ban de la prévôté commune de Dompaire, administrée par le bailliage de Darney. Ce ban d'Uxegney inclut, outre de vastes bois et pâturages que l'auteur ne mentionne pas, les communautés paysannes d'Uxegney (village et écart), de Xanchey ou Sanchey (village), des Forges, de Chantraine (hameau), de Saint-Laurent, de Chardargent, de Bertramey (hameau), de Humbertois (hameau), de Bezonfosse (hameau, paroisse d'Uriménil), et enfin de Cosne (ancien village à la source du Cosné ou Côney) et de Saframénil (hameau). Il est facile de comprendre et la polysémie de l'appellation (village, communauté paysanne, ban comtal, ban forestier, espace religieux devenu grande paroisse au XIVe siècle) et la fréquence dans les textes paléographiques.

### Antiquité
Le nom gallo-romain de la localité resserrée près de l'Avière pourrait être Urcionate, latinisé tardivement en Ursionaco.
Les traces d'une habitation gallo-romaine ont été découvertes en 1912 en avant du bois du Fincieux, au lieu-dit Champs de la Croix.
Le noyau du premier peuplement villageois initial serait, pour certains auteurs, le hameau de « la Ménère », au sud de l'actuel fort d'Uxegney.

### Période médiévale
Mis à part les rares familles responsables devant les autorités religieuses et seigneuriales, la plupart des familles du ban d'Uxegney sont serves ou assimilés à ces dernières Xe siècle.
Plusieurs sarcophages du XIe siècle ont été exhumés du cimetière de l'église d'Uxegney.
Le ban d'Uxegney, dépendant de la petite chancellerie du chapitre de Remiremont, mais associé au bailliage des Vosges pour le contrôle ducal, s'étendait au début du XIIe siècle sur onze villages souvent modestes, ayants droit contrôlés de pâturages et d'affouages, d'engrangement et de moulinage en commun, nommés respectivement selon les graphies habituelles de l'époque moderne Uxegney et Bois-L'Abbé, Chantraine, Les Forges, Sanchey, Bertrameix, Besonfosse, Humbertois, Saint-Laurent et Prey-Hauzel et sur les hameaux de Cône et de Safframénil, ayant probablement ensemble un droit de village. Ces terroirs forestiers, c'est-à-dire au sens ancien également à vocation agraire et pastorale mais associés à des grands cantons boisés exploités hors sève, correspondent aux communes actuelles de Sanchey, des Forges, de Chantraine, d'Épinal uniquement pour le quartier annexée de ancienne commune de Saint-Laurent, de Dinozé pour une fraction du terroir et de bois dépendant de Besonfosse, et pour les hameaux à la commune d'Uriménil dans la haute vallée du Coney.
Le domaine forestier d'Uxegney était encore plus vaste à l'époque médiévale ancienne, car les territoires communes de Darnieulles et de Chaumousey, de Renaudvoid en faisaient partie, dans la logique antique d'un bassin versant, et pratiquement tout le versant surplombant la Moselle en rive gauche, où la limite forestière a évolué, en particulier drastiquement sur Golbey. Le territoire de Darnieulles, gardant longtemps une ancienne frange méridionale boisée, serait à l'origine une partie du domaine forestier détaché au profit d'un fief attribué à un gardien de tour de surveillance de la route médiévale, alors que l'abbaye de Chaumousey explique la seconde entité, avec un statut de quasi-propriété religieuse et le maintien d'un servage, soustraite au ban à la fin du XIe siècle.
Thierry Alix, grand administrateur lorrain, nommé à la chambre des comptes du duché de Lorraine à la fin du XVIe siècle, ajoute à cet ensemble tout ou partie des villages de Bainville-aux-Saules, Pont-lès-Bonfays et Rancourt, ce qui correspond approximativement aux territoires communaux homonymes apparus à la Révolution, si on oublie que Bainville est partagé entre ban d'Harol et ban d'Uxegney.
Ce ban d'Uxegney était doté d'une organisation interne de justice, avec la tenue d'un plaid banal ou placitum coutume de Lorraine, précisément sur la place des hommes à Uxegney, où s'assemblaient un corps de justiciers et de ministres responsables, élus par les hommes libres par vote à mains levés, mais très souvent préalablement désignés par le ou les seigneurs. Sont en particulier par les assemblées du ban nommés six bangards, qui doivent une amende d'un gros au plaid suivant s'ils ne fournissent pas de rapports documentés sur leurs surveillances. Lors du plaid de 1460, un combat de justice, véritable duel en fosse, est organisé pour résoudre un litige entre deux familles rivales. Il semble que ce combat singulier de champion d'une cause, à la mode mérovingienne, soit le dernier accordé et répertorié par les autorités.
Les forêts du ban d'Uxegney étaient placées sous la surveillance supposée immémoriale au XIVe siècle, en fief et hommage, de treize forestiers, hommes libres et sujets francs et exclusifs du duc de Lorraine, c'est-à-dire exemptés des redevances sur leurs tenures, protégés par sauf conduit et droit de giste et de couvert, sur l'étendue du ban. Nous les connaissons par une lettre du 8 juin 1391 adressée à Marguerite, fille de Werry d'Espinal, seigneur d'Uxegney. Ces maires forestiers, responsables des treize cantons, exposent les effets dramatiques du dépeuplement en cours sur leur gestion de l'espace après le milieu du XIVe siècle, marqué par les vagues d'épidémies pesteuses venues des steppes d'Orient, les appels consécutifs de main d'œuvre de remplacement et le refroidissement général du climat. Le ban d'Uxegney était autrefois un des quatre bans de la Haye, c'est-à-dire de la grande forêt des chapitres et des abbesses de Remiremont en rive gauche de Moselle, le plus peuplé au XIIIe siècle et le plus dépeuplé au XIVe siècle. La forêt du ban d'Uxegney, parfois noté en 1595 bois du ban d'Ussigney est une forêt indivise entre le domaine ducal et le chapitre de Remiremont.
La mainmise du duc de Lorraine, voué du chapitre romarimontain, permet le développement des forges, après un véritable essor au XIIe siècle qui a pu laisser son nom à la localité voisine des Forges.
Le village d'Uxegney est idéalement situé sur une route importante de Mirecourt, capitale du Xaintois, grenier de bleds et de fruits, à Remiremont, capitale de la montagne des Vosges mosellanes. Il est régulièrement dévasté, parfois détruit lorsque la ville libre d'Épinal est menacée et attaquée par des armées ou bandes guerrières (par exemple en 1156, 1267, 1403, 1435). Vers le milieu du XIIIe siècle, deux établissements de templiers seraient installés sur l'actuel territoire de la commune. Il s'agirait du couvent du Rond Bois et d'une maison en face du moulin de Vandrier.
Au soir de la Saint-Martin d'été, soit le 11 août, le maire d'Uxegney avait obligation d'offrir au sire de Darnieulles et à sa suite un souper où des vins blancs et des vins clairets plus liquoreux étaient servis bien frais. Pendant le dîner, les habitants devaient aussi s'occuper des chevaux de l'équipage seigneurial, c'est-à-dire les abreuver, les nourrir de bonne avoine, les soigner et étriller. Pendant le repas, il était consigné que la propre femme du maire, ou à défaut une parente plus jeune, devait assurer un spectacle de chant et de danse parée de beaux vêtements. Il était mentionné dans le texte tardif des coutumes, datant du XIVe siècle, qu'il s'agit de "femme qui chante, qui rit, qui danse et qui crie" et que, sans une prestation convenable et suscitant le rire, une peine d'amende frappait les habitants. Au XVe siècle, le refus d'offrir ce spectacle féminin imposait d'offrir au moins un couvre-chef à la dame du seigneur de Darnieulles. Mais, le seigneur et sa noble suite ne se privaient pas de critiquer le spectacle et imposaient par droit de justice privée diverses humiliations si le spectacle paysan n'était pas à la hauteur de leurs attentes. Ainsi les habitants devaient souvent fournir en plus au château un bichet d'oignons et une quarte d'huile. Cette sorte de corvée a été rachetée par une redîme de 20 francs après le 11 août 1595 par les habitants d'Uxegney.
Entre 1431 et 1438, la guerre civile en Lorraine, entre les partisans du duc et la maison cadette de Vaudémont, rend dangereuse la route passant par Uxegney, de nombreuses exactions et dévastations frappent Uxegney et les localités voisines. Entre 1447 et 1448, les passages des écorcheurs laissent de sinistres stigmates.
Dès le milieu du XVe siècle, la prévôté de Dompaire, dépendant du bailliage des Vosges, impose son administration à 28 gros villages et à de multiples hameaux en rive gauche de la Moselle, mais aussi son efficace arbitrage juridique sur les terres administrées, de façon assez archaïque, par la petite chancellerie du chapitre saint Pierre de Remiremont. Ce dernier fait n'est pas nouveau, depuis presque trois siècles les officiers du duc s'efforcent d'être présents lors des litiges, cultivant une bonne entente avec les communautés paysannes et les domaines forestiers de l'abbaye impériale. Les mairies officielles ou ralliées par intérêt s'imposent de plus en plus comme des relais et subdivisions de la prévôté. Le maire ou mayeur, le plus souvent secondé par les doyens sur les vieux espaces domaniaux ou les diverses communautés, s'impose comme petit officier de police, percevant amendes et petits délits, informant le prévôt des déviances. Officier fiscal, il procède à l'inventaire des contribuables, organise les parts selon la richesse. Il réfère au prévôt, qui possède un pouvoir de nomination et de validation des procès-verbaux, d'approbation de ses actions.
Pour rayonner au-delà de son territoire, l'administration de la faible principauté lorraine doit incarner le visage de la rigueur et de la justice. Le receveur général de Lorraine tient les comptes, il reçoit d'une part du receveur de la prévôté les revenus grevés des dépenses en argent, ainsi que les collecte de cires, d'autre part du cellerier de la prévôté les bilans des paiements et recettes en nature, et en menues piécettes. Le grand gruyer du bailliage des Vosges, un maître des forêts du duché de Lorraine, est chargé des forêts du ban et de la surveillance des gruiers du ban d'Uxegney(1453) qui contrôlent les activités dans les bois et pâturages domaniaux, comme la paisson des porcs et parcours des troupeaux, il est reconnu, avec le prévôt de Dompaire, comme officier de police supérieur, ici relevant sous l'autorité ducale les infractions et supervisant l'entretien des communs forestiers.
Le maire d'Uxegney, exempté de redevances sur ces tenures par l'autorité ducale, pourrait figurer parmi les protégés du duc de Lorraine. Mais, la petite économie agro-pastorale est essentiellement axée sur la ville libre d'Épinal. Et l'autorité ducale s'efforce de contrôler les richesses forestières et pastorales, tout en s'imposant comme voué et co-seigneur du chapitre de Remiremont.
En ce milieu du XVe siècle, parfois ravagé par les guerres, le village d'Uxegney est une communauté rurale du chapitre romarimontain en théorie autonome, mais ici sous obédience strictement ducale lorraine, à proximité de la ville libre et indépendante d'Épinal. Les paysans cossus et entreprenants fréquentent avec assiduité l'opulent marché urbain du mercredi, comme les grandes mercuriales et foires spinaliennes. Le terroir communautaire d'Uxegney, en dehors de ses modestes bois et de prairies humides, des étangs ou de quelques fourrières (terres hors saison, souvent pour le foin ou d'autres cultures) et chenevières (pour produire le lin et le chanvre des tissus), est organisé en trois soles ou saisons, plus complexes et moins évidentes à déterminer qu'en plaine lorraine. Les divers champs accueillent successivement les bleds de printemps, en particulier avoine et parfois orge, les bleds d'hiver, c'est-à-dire semés en automne et passant l'hiver en graines sous terre, comme le froment, le seigle ou le méteil, et enfin la versaine ou jachère portant parfois quelques cultures dérobées de navettes, de choux ou de raves. La base de la propriété familiale, même pour un simple tenancier ou un métayer, est le meix ou petit domaine propre, avec le jardin et le petit verger, l'abri attenant à la maison pour le porc, l'étable incorporée dans l'habitat, souvent latérale pour les grosses bêtes des puissants cultivateurs (vaches) et le petit troupeau des plus humbles (chèvre, moutons). Un ensemble de prés et de prairies entretenues de moins d'un hectare (voire au mieux 0,8 ha) nourrit une vache à l'année ou à défaut quatre chèvres ou moutons. Les chevaux de taille assez modeste, ou à défauts les bœufs cornus, sont utilisés pour le labour ou les charrois des maîtres laboureurs. Les prés et les prairies mises en défense attestent de l'élevage, mais le gros troupeau et le petit troupeau communautaire disposent aussi de terres forestières de parcours en bonne saison. L'apiculture est omniprésente dans les vergers ou les bois près des sources, alors que les coteaux raides et les mieux exposés, ou les pentes à murets, ou à défaut les clôtures ou parois ensoleillés des meix sont plantés de vignes, pas seulement pour le vin de messe du curé. Les étangs sont des ressources viviers de poissons, crustacés et amphibiens, mais le plus souvent privatisées par les seigneurs, les bois communautaires et les cantons forestiers les plus proches du ban servent à la paixon ou glandée/faînée des troupeaux porcins, parfois venu de fort loin, au bois d'affouage coupé en hiver (bois de chauffe pour les particuliers, bois pour charbonnage ou bois de forges ou de verrerie itinérante, bois d'œuvre pour construction et clôture, pour l'artisanat des charrons ou rouyers). Un quartier excentré du village près de l'Avière est réservé aux moulins, en particulier affectés à la mouture du blé dès sa récolte, à la fabrique d'huiles...
Entre 1475 et 1477, l'occupation bourguignonne est remarquablement pacifique, sauf lors du repli désordonné final après la défaite calamiteuse de Nancy.

### Temps modernes
En 1549, le duc de Lorraine fait (re)construire un moulin sur la rive gauche de l’Avière, quelques mètres au-dessus du confluent du ruisseau de la Maix et du ruisseau des Lins. Détruit lors de l'incendie supposé du village en 1635, il est réédifié en 1698.
En 1562, la seigneurie du ban forestier n'est plus mixte ou composite, le duc de Lorraine accapare à titre souverain l'espace forestier, incluant chaumes et répandises. Les hommes répondant du ban forestier d'Uxegney, placés sous l'autorité des maires forestiers, sont désormais des sujets de l'État ducal, qui perçoit les reversales d'Ursiniaco, c'est-à-dire les redevances associées au droit de parcours ou de paixons des troupeaux du ban d'Uxegney.
Le contrôle ducal des forêts au sein du bailliage des Vosges dès le XVIe siècle permet un (re)développement des forges, après l'essor du XIIe siècle qui avait probablement laissé son nom à la localité voisine, et l'effondrement de la fin du XIVe siècle prolongé au XVe siècle, à l'exception notable des forges de Grandrupt sur l'actuelle commune de Chantraine qui semblent continûment active. Les archives montrent un ban d'Uxegney, partagé entre communautés, cantons forestiers exclusifs. La plupart des cantons forestiers non dégradés subsiste, par exemple le canton de Rouveroy ou Louveroy, plus tard nommé bois de la Louvroie, parfois connu sous la dénomination Limbo, sur la commune actuelle de Chantraine. La répartition des villages est bien plus dense dans la vallée de la Moselle, par exemple à proximité de Saint-Laurent ou de Chantraine, que sur la partie méridionale, encore pastorale, proche de la haute vallée du Côney (Humbertois, Cosné et Safframénil) ou même dans le proche noyau primitif du ban, avec la localité fortifiée d'Uxegney, Xanchey et Les Forges, qui poursuivent un lent déclin relatif. Sans compenser cette dissymétrie, il existe aussi diverses anciennes granges, en particulier Sauldi et Blaise-François, attestées en 1597. Ces granges sont des réserves de grains et parfois de fourrages pour des activités privées sous contrôle ducale, en particulier minières, métallurgiques ou simplement agro-pastorales.
Une belle église paroissiale gothique flamboyante est érigée dans le village d'Uxegney au XVIe siècle.
Il faut attendre le 3 avril 1576 pour que le duc de Lorraine Charles affranchissent les habitants du ban du droit de mainmorte, moyennant une taxe de trois gros par conduit, la première moitié pour le duc, l'autre pour le chancellerie du chapitre de Remiremont. Cette suppression s'inscrit dans la lutte contre l'exode rural, dégradant irrémédiablement le rapport des terres et autres biens fonciers, de façon à accroître les mariages locaux et effacer la hantise paysanne de mourir sans hoirs légitimes. Très vite, l'ancienne population serve en appelle à l'autorité ducale face aux vexations et humiliations répétées du "méchant" seigneur de Darnieulles, qui préservent des "droits privés et féodaux" jugés désuets. Le 11 août 1593, un souper de la saint-Martin tourne à la cacophonie. Fort de leurs hommes de mains, les maires forestiers du ban d'Uxegney, maître de l'économie et de la bonne administration ducale prévenus à l'avance, empêchent une rixe violente en séparant les protagonistes. Le procès qui suit amène les autorités ducales à trancher en 1595 pour une redîme annuelle globale de 20 Francs. Le duc se montre assez bienveillant envers la maison de Darnieulles, ancienne alliée, qui n'a plus aucun rôle concret sur ce secteur. Il semble que l'ordre de justice fut suivi, le paiement était sous l'autorité ducale, et d'autre part, il aurait été fort risqué de vouloir préserver les autres privilèges féodaux, considérés dès lors comme des empiétements susceptibles de représailles d'honneur violentes. Dès ce temps aussi, le village d'Uxegney porte blason.
À partir de 1624, quelques mauvaises récoltes causent disettes et famines. En 1630, le retour d'une épidémie de peste s'abat sur le village. Enfin, en 1635, le village fortifié d'Uxegney aurait été entièrement détruit par un incendie provoquée par les troupes françaises qui envahissent le duché de Lorraine. Le village aurait été en partie abandonné jusqu'en 1644. En 1649, il n'y aurait encore que quatre foyers fiscaux imposables à Uxegney. La pauvreté s'efface lentement et le repeuplement est important à la fin du XVIIe siècle et au début du XVIIIe siècle, avec l'essor de la culture de la pomme de terre.
En 1674, l'ancienne redevance du "droit de giste et couvert" des treize forestiers est fondue dans les taxes générales touchant des usages forestiers, incluant affouage et bois, rachetés au domaine pour 3 gros, 2 blancs et huit deniers par conduit. La redevance de vénerie est fixée à 14 deniers. Les anciens mayeurs frotiers ou maires forestiers sont dispensés libéralement de corvées envers le voué, c'est-à-dire le protecteur ducal et ses représentants. Ces mesures attestent le contrôle de l'état ducal sur la forêt et le ban forestier.
Chaque conduit légal ou maison paysanne paie en outre un bichet d'avoine et livre un poule à la saint-Martin d'hiver. Il faut payer aussi trois deniers pour chaque porc placer à la paixon en automne dans les forêts autorisées. Pour enfin être exempté de la mortemain, il faut toujours payer trois gros par conduit, comme le stipule l'acte d'émancipation de 1576. Il existe toujours pour les simples habitants des corvées dite de la fauche (pour couper et faner le foin), de la sille ou scille (pour couper les bleds), de bœuf, coq et poule. Les sujets ducaux doivent des services militaires et civils à la forteresse de Dompaire, à l'exception notable des prud'hommes et magistrats déclarés en exercice. Sinon, même en temps de paix, les habitants non mobilisés doivent payer pour la restauration des bâtiments militaires, pour la garde, le corps et les cris, réalisés par les autres mobilisés.
En 1674, le curé de la grande paroisse d'Uxegney reçoit le tiers des dîmes, ici portion congrue, et deux réseaux à la fois de froment et d'avoine. Cette grande paroisse appartient au doyenné de Jorxey dans l'archidiaconé des Vosges, jusqu'à la fin du XVIIIe siècle.
En 1683, est effectué un dénombrement des biens et émoluments perçus par l'église saint-Pierre de Remiremont, sous l'autorité du chapitre de Remiremont et de son organe représentant, la chancellerie. Si le souverain ducal a pleine autorité sur la haute, moyenne et basse justice de l'ensemble du ban d'Uxegney, la moitié des émoluments de celles-ci parviennent toujours de droit à la chancellerie du chapitre. De plus, la moitié de la taille ordinaire, de nombreux droits, cens d'un montant annuel de 75 livres, et rentes figurent dans le registre de la chancellerie capitulaire. Une pièce de terre située au lieu-dit Les Ruaux rapporte trois gros de cens, un héritage dans le ruz des Ruaux rapporte deux deniers...
Le 11 février 1716, la chancellerie du chapitre de Remiremont ascense ou afferme sa justice du ban d'Uxegney à Anne Valette, preuve que le montant collecté n'est désormais pas négligeable.
En 1710, le ban d'Uxegney ressort de la prévôté de Dompaire et du bailliage des Vosges. Par l'édit de juin 1751, le ban est du ressort du bailliage et de la maîtrise forestière de Darney. La petite communauté d'Uxegney, qui n'est par son terroir restreint qu'une infime partie du ban et même de la commune actuelle, ne compterait que 24 foyers fiscaux imposables et 8 autres partiellement imposables, soient entre 150 et 180 personnes solvables.
Dom Calmet présente succinctement en 1752 le village au bord de la rivière Avière, en le situant à une lieue et demie au nord-ouest d'Épinal et à six lieues de Darney. L'église d'Uxegney, dédiée à saint Romaric a pour collateur et décimateur pour deux tiers des grosses et menues dîmes le chapitre de Remiremont par l'intermédiaire de la chancellerie capitulaire et du domaine ducal, le tiers ou concours revenant au curé de la paroisse. Le seigneur est à la fois le duc de Lorraine, à titre de représentant du pouvoir régalien, et le chapitre de Remiremont.
La grande paroisse d'Uxegney dédiée à Saint Pierre et surtout à Saint Romaric, initié sur l'ensemble du ban au XIVe siècle est réduite progressivement à la fin du XVIIIe siècle et surtout au XIXe siècle, où son extension se limite à la commune d'Uxegney et à la commune voisine des Forges. Durant l'ancien régime, elle avait pour annexe les églises de Domèvre et d'Uriménil, limitrophes du ban d'Uxegney. Ces deux dernières entités étaient vouées à saint Epvre, également honoré dans l'église mère d'Uxegney.
En 1777, l'église ressort du doyenné de Jorxey, mais, après avoir été rattachée au diocèse de Saint-Dié néoformée cette même année sous Louis XVI, la grande paroisse d'Uxegney est placée, selon l'abbé Chatrian dans le doyenné d'Épinal.
Avant la Révolution, le village qui donne son nom au ban d'Uxegney ne forme pas encore une agglomération unique mais est constitué de cinq groupes de maisons : le village, le faubourg, le moulin, Avière et Bois-l'Abbé.

### Période contemporaine
De 1790 à l'an IX, Uxegney, jeune commune englobant encore ab initio le terroir des Forges qui ne s'émanciperait qu'en 1792, fait partie du canton de Domèvre-sur-Avière, district d'Épinal. La paroisse apparaît dans le doyenné religieux d'Épinal après la réforme révolutionnaire, l'évêque constitutionnel résidant au chef-lieu départemental. Le recensement de l'an XII donne 318 habitants à la nouvelle commune.
Le 25 mai 1821, une tornade renverse la haute flèche du clocher. L'effondrement provoque la chute d'une partie des murs, le toit est écrasé et la voûte d'un côté de la nef se renverse.
La fête paroissiale saint Romaric, fête de la commune sous la Restauration, se place le quatrième dimanche d'octobre. La fête saint Nicolas est l'objet de joyeuses festivités adultes et enfantines, en dépit des menaces latentes du père fouettard.
En 1830, la commune compte 364 habitants. La statistique vosgienne permet de se représenter la commune vers 1845 et dans les années 1880.
En 1845, la commune est bien desservie par la route d'Épinal à Mirecourt par Dompaire, une fraction de la route royale no 66 de Bar-le-Duc à Bâle. Les lettres passent par le bureau de poste d'Épinal, chef-lieu de canton et d'arrondissement. La brigade de gendarmerie est aussi au chef-lieu, tout comme la résidence fiscale et bancaire.

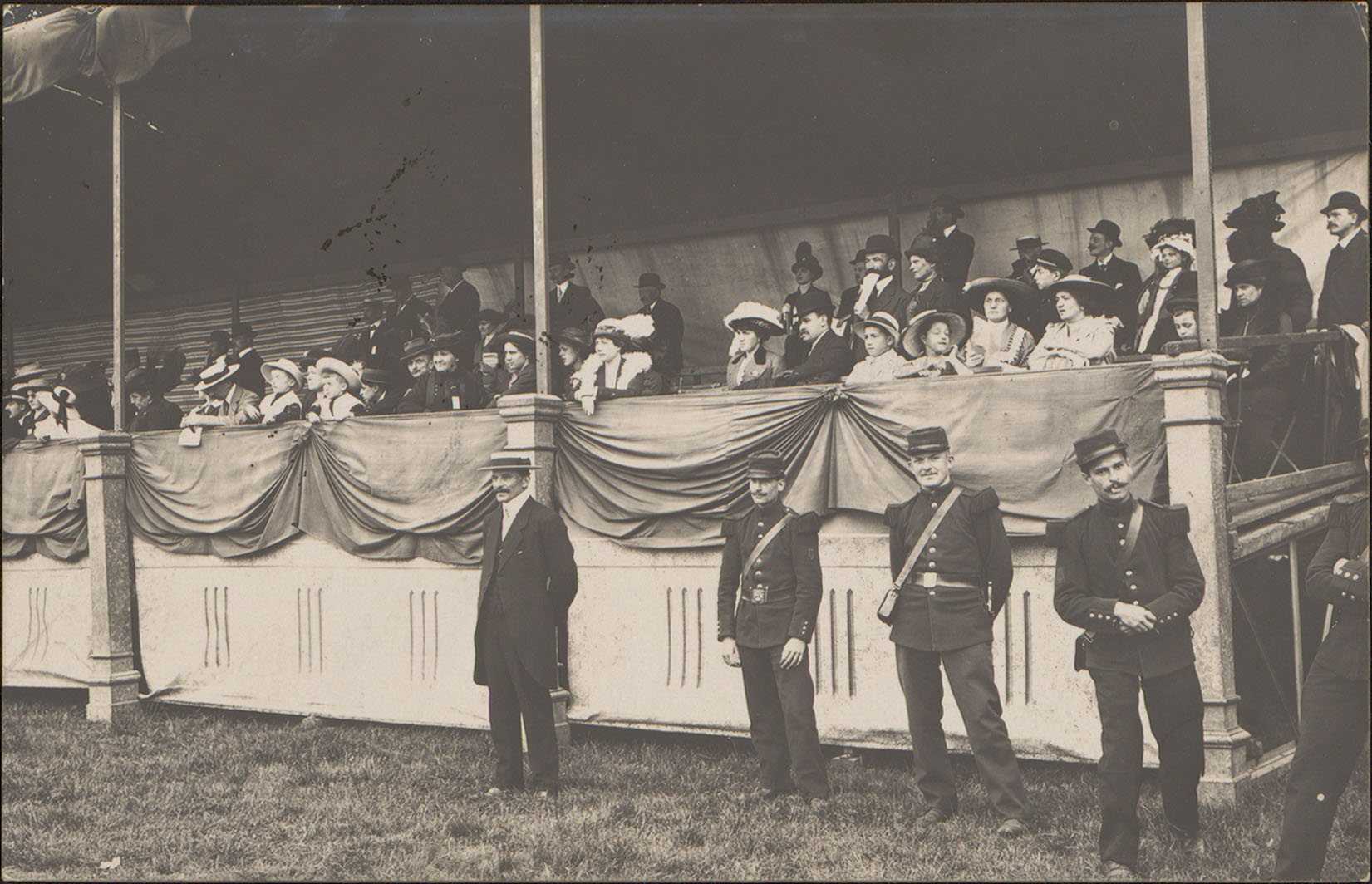
Ancienne carte postale représentant les spectateurs des courses hippiques d'Uxegney

La modeste commune d'Uxegney d'une superficie oscillant entre 890 et 894 ha comporte 16 ha de jardins et vergers, 542 ha de terres labourables portant selon les saisons blé, seigle, avoine, pommes de terre, trèfle et luzerne, 145 ha de prés et 143 ha de bois. Elle ne compte que 390 habitants, 77 maisons, 99 ménages et 39 électeurs censitaires. Le conseil municipal compte dix conseillers. L'école communale mixte accueille 86 élèves. L'activité traditionnelle de "transformation agro-alimentaire" n'est pas négligeable, avec des moulins à grains et une huilerie, installée dans le lieu-dit Moulin de l'Avière. Le Bois-L'Abbé n'est plus qu'un écart communal, il est référencé maladroitement comme la cense ou ferme homonyme par Henri Lepage qui oublie le hameau, véritable petite localité.
En 1886, la population atteint 613 habitants occupant 98 maisons. Les écarts cités par la statistiques officielle se nomment l'Avière (12 habitants, 4 maisons) et La Ménère (34 habitants, 6 maisons).
La ferme de Bois L'Abbé, ancienne cense tout à fait différente du hameau homonyme, ne compte plus que trois habitants. L'école communale mixte n'accueille plus que 54 élèves mais l'école enfantine accueille 52 élèves. La bibliothèque communale offre 130 volumes, à côté des archives communales, complètes à partir de 1785 pour les actes de baptême ou de naissance, de mariage et de sépulture. Une compagnie de sapeurs-pompiers regroupe 15 hommes de la commune. L'an 1886 voit le départ de quatre jeunes conscrits.
Une légère déprise agricole commence à être observée, mais seulement par rapport aux récentes années. Les friches recensées occupent 34 ha de jardins et vergers, 520 ha de terres sont déclarées labourables, 165 ha en prés mais 155 ha de bois et 20 ha en jardins et vergers. En 1886, la valeur de la forêt est estimée à 120 000 francs, le commerce principal de produits agricoles concerne le blé (2 000 hl, l'avoine (2 500 hl), et la pomme de terre (5 000 hl).
La station de chemin de fer est située à Darnieulles, où se trouve aussi une perception et une recette municipale. La commune entretient en 1880 2 437 mètres de chemins vicinaux ordinaires et 12 784 mètres de chemins ruraux. Le chemin intercommunal de Sanchey à Igney a été tracé et recalibré.
Le désenclavement a permis l'installation d'une tuilerie employant quarante ouvriers, en plus des traditionnelles carrières de moellons et de pierres calcaires, qui ont repris un essor au cours des années 1880. L'huilerie n'emploie plus que trois ouvriers.
Dans les années 1880, les chantiers d'entrepreneurs, financés par la commune, l'État et/ou l'armée, se sont multipliés, justifiant des voies et des équipements de transports adaptés aux matériaux pondéreux. La construction du canal de l'Est, initiée en 1874, connaît son point d'orgue dans ces années avant d'être terminée en 1887. Le Fort Roussel est construit en 1881 à environ 700 mètres du centre de la commune, ou encore à 6,8 km d’Épinal. La batterie du Bois-L'Abbé est érigée en 1884, toujours dans le cadre de l'application du plan défensif Séré de Rivière, le point culminant de la commune, ainsi rehaussé, passe d'environ 381 mètres d'altitude à 384 mètres d'altitude. Les entrepreneurs maçons sont actifs sur le marché civil, en 1884, la mairie et l'école ont également été reconstruites.
En 1886, le revenu communal s'abaisse à 5 309 Francs. La valeur du centime est 26,43 F, et le produit des quatre contributions s'élève à 4 771,98 F dont 559,38 F de patentes.

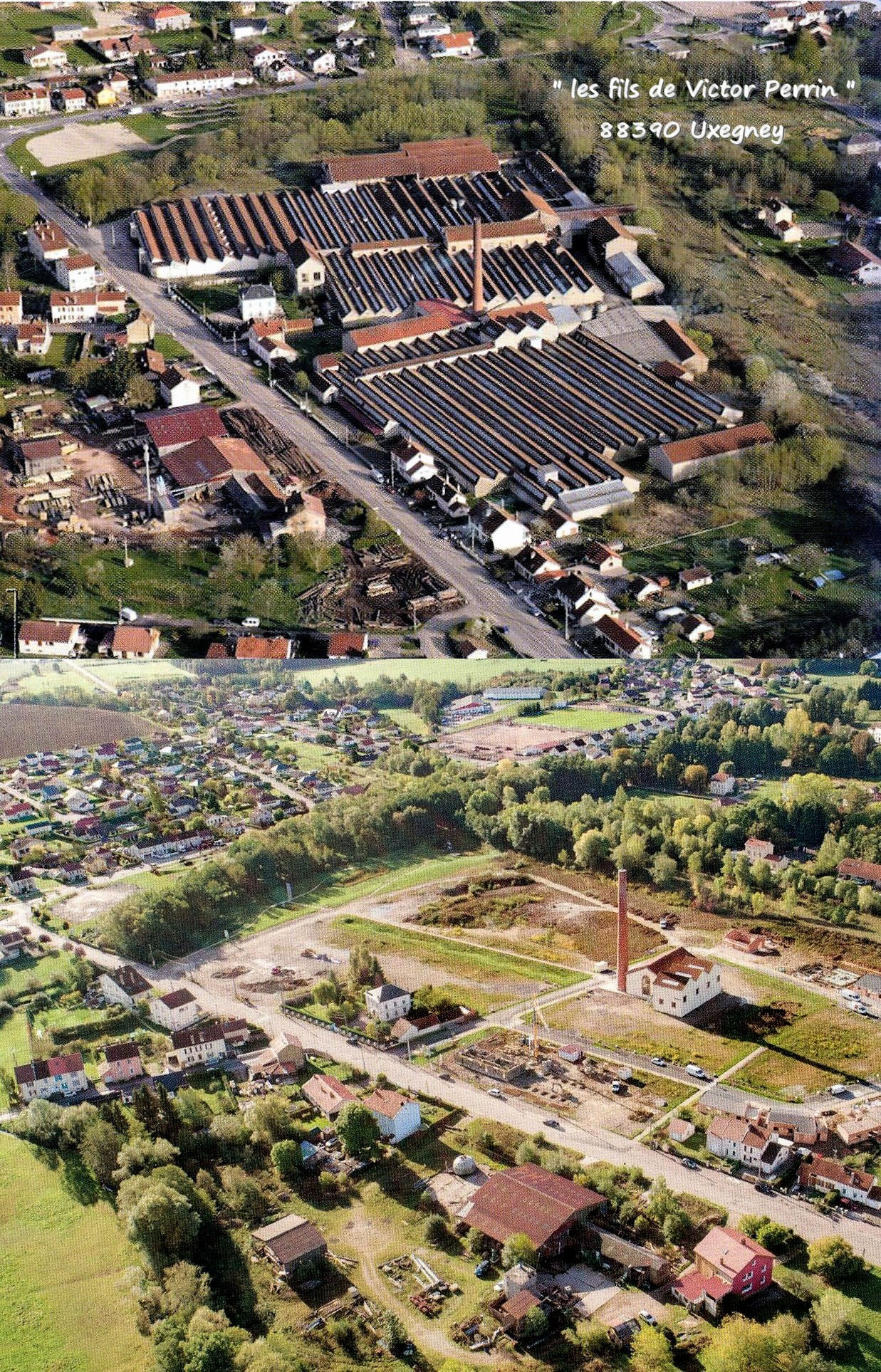
FVP démolie Uxegney

- FVP démolie UxegneyLa filature d’Uxegney a été construite de 1900 à 1902 par les «  fils de Victor Perrin ». À cette époque une machine à vapeur de forte puissance produisait l’énergie nécessaire à son fonctionnement. Pendant la Seconde Guerre mondiale, la filature continue son activité grâce aux commandes des militaires français. L’usine réquisitionnée, les Allemands la transforment en magasin d’habillement. Tous les vêtements militaires étaient installés sur des planchers au-dessus des machines. À la fin de la guerre, les Américains y installent un magasin de cartes. La filature FVP est remise en route le 10 juillet 1945. Avec les progrès techniques, le matériel est modernisé et près de 500 ouvriers, dont 60 au tissage y travailleront. Il y est produit des tissus pour l’industrie, des draps, du velours, des tissus en coton et des tissus synthétiques. Les marchés, la concurrence, les difficultés du groupe etc, année 2004, c’est le coup de grâce :  fermeture définitive de la filature. Témoignage sur l’activité des ouvriers :  «  les conditions de travail étaient difficiles, on commençait à travailler très jeune à la filature, après le certificat d’études. On se présentait à l’usine et on était embauché tout de suite ! Le travail était pénible, les machines étaient très bruyantes, on ne pouvait pas s’entendre, on avait du mal à respirer, on avalait la poussière du coton, De l’humidité était produite par des appareils, toutes ces conditions de travail ont affecté la santé des ouvriers. Les métiers fonctionnaient 24 heures sur 24, le travail était effectué en équipes du matin, de l’après-midi, de nuit en semaine et le dimanche avec effectif réduit. À 13 heures, au moment des entrées et sorties, le «  gueulard » se déclenchait, on l’entendait fort loin. Les couples s’arrangeaient pour ne pas travailler ensemble, ce qui permettait à l’un puis à l’autre de s’occuper des enfants, finalement ils ne se voyaient pas beaucoup ». Aujourd’hui la filature a disparu du paysage, témoins de ce passé subsistent la cheminée haute de 43 m, surmontée d’un relais hertzien et un bâtiment dont on réfléchit à son utilisation future. Désormais y ont pris place, des pavillons, un supermarché  et des espaces de verdure ; suivront la pharmacie et un cabinet médical, On a changé d’époque !

## Politique et administration

### Budget et fiscalité 2022

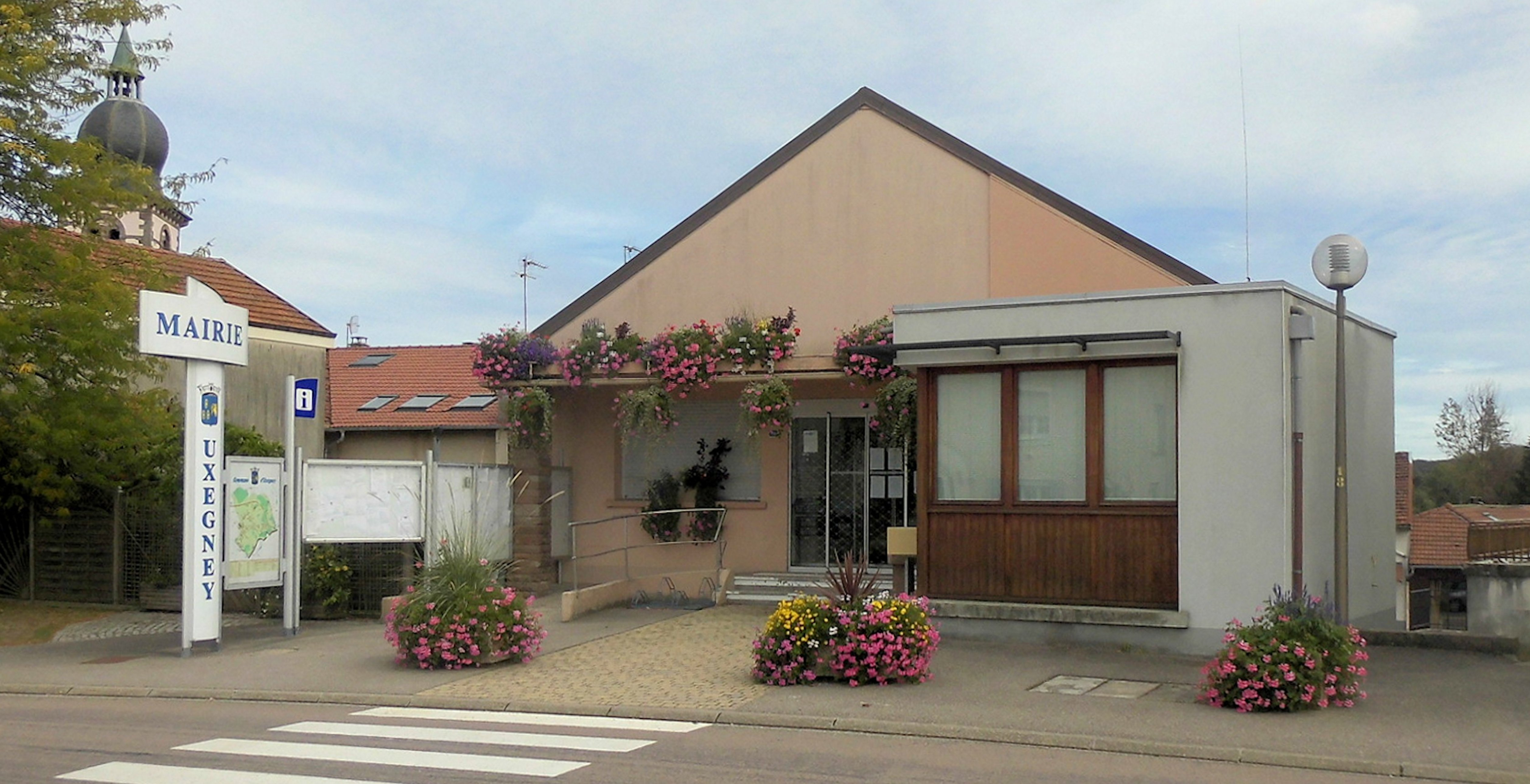
La mairie.

En 2022, le budget de la commune était constitué ainsi :
- total des produits de fonctionnement : 1 951 000 €, soit 826 € par habitant ;
- total des charges de fonctionnement : 1 578 000 €, soit 668 € par habitant ;
- total des ressources d'investissement : 1 832 000 €, soit 775 € par habitant ;
- total des emplois d'investissement : 884 000 €, soit 374 € par habitant ;
- endettement : 1 020 000 €, soit 434 € par habitant.

Avec les taux de fiscalité suivants :
- taxe d'habitation : 12,69 % ;
- taxe foncière sur les propriétés bâties : 47,68 % ;
- taxe foncière sur les propriétés non bâties : 29,15 % ;
- taxe additionnelle à la taxe foncière sur les propriétés non bâties : 0,00 % ;
- cotisation foncière des entreprises : 0,00 %.

Chiffres clés Revenus et pauvreté des ménages en 2021 : médiane en 2021 du revenu disponible, par unité de consommation : 24 530 €.

### Liste des maires
| Période                                  | Période                   | Identité                 | Étiquette | Qualité                                                                                               |
| ---------------------------------------- | ------------------------- | ------------------------ | --------- | --- |
| Les données manquantes sont à compléter. |                           |                          |           | |
| Maire en 1951                            |                           | Pierre André             |           | Président du Syndicat des eaux de l’Avière [Quand ?]                                                  |
| Maire en 1966                            |                           | Georges Chilte           |           | |
| 1989                                     | 1993                      | Guy Masson (1937-2015)   |           | |
| Maire en 1996                            |                           | Patrick Gilbert          |           | |
| 1997                                     | En cours (au 31 mai 2020) | Philippe Soltys (1957- ) | DVD       | Retraité de La Poste 11e vice-président de la CA d’Épinal (2017 → ) Réélu en 2001, 2008, 2014 et 2020 |

### Intercommunalité
La commune d'Uxegney fait partie de la communauté d'agglomération d'Épinal.

### Jumelage
Uxegney n'est jumelée avec aucune autre ville.

## Population et société

### Démographie

#### Évolution démographique
L'évolution du nombre d'habitants est connue à travers les recensements de la population effectués dans la commune depuis 1793. Pour les communes de moins de 10 000 habitants, une enquête de recensement portant sur toute la population est réalisée tous les cinq ans, les populations de référence des années intermédiaires étant quant à elles estimées par interpolation ou extrapolation. Pour la commune, le premier recensement exhaustif entrant dans le cadre du nouveau dispositif a été réalisé en 2006.

En 2022, la commune comptait 2 249 habitants, en évolution de −1,83 % par rapport à 2016 (Vosges : −2,96 %, France hors Mayotte : +2,11 %).
| 1793 | 1800 | 1806 | 1821 | 1831 | 1836 | 1841 | 1846 | 1856 |
| ---- | ---- | ---- | ---- | ---- | ---- | ---- | ---- | ---- |
| 267  | 305  | 325  | 360  | 387  | 395  | 396  | 432  | 417  |

| 1861 | 1866 | 1876 | 1881 | 1886 | 1891 | 1896 | 1901 | 1906 |
| ---- | ---- | ---- | ---- | ---- | ---- | ---- | ---- | ---- |
| 392  | 406  | 422  | 385  | 613  | 571  | 450  | 437  | 593  |

| 1911 | 1921 | 1926 | 1931 | 1936 | 1946 | 1954 | 1962 | 1968  |
| ---- | ---- | ---- | ---- | ---- | ---- | ---- | ---- | ----- |
| 679  | 561  | 687  | 718  | 725  | 788  | 735  | 891  | 1 074 |

| 1975  | 1982  | 1990  | 1999  | 2006  | 2011  | 2016  | 2021  | 2022  |
| ----- | ----- | ----- | ----- | ----- | ----- | ----- | ----- | ----- |
| 1 352 | 1 550 | 1 745 | 1 905 | 2 022 | 2 262 | 2 291 | 2 265 | 2 249 |

### Enseignement
Établissements d'enseignements :
- Écoles maternelles et primaires à Uxegney, Les Forges, Darnieulles, Sanchey, Golbey.
- Collèges à Golbey, Épinal, Thaon-les-Vosges.
- Lycées à Épinal.

### Santé
Professionnels et établissements de santé :
- Médecins à Uxegney, Darnieulles, Les Forges, Chaumousey, Golbey.
- Pharmacies à Uxegney, Les Forges, Chaumousey, Golbey.
- L'hôpital le plus proche est le centre hospitalier Émile-Durkheim situé dans la ville voisine d'Épinal.

### Cultes
- Culte catholique, Paroisse Saint-Jean-Baptiste-de-l'Avière[38], Diocèse à Saint-Dié.

## Économie

### Entreprises et commerces

#### Agriculture
- Élevage de chevaux et d'autres équidés.
- Élevage d'autres animaux

#### Tourisme
- Hébergements et restauration à Sanchey, Épinal, Xertigny, Vincey.

#### Commerces
- Commerces et services de proximité.

## Culture locale et patrimoine

### Lieux et monuments

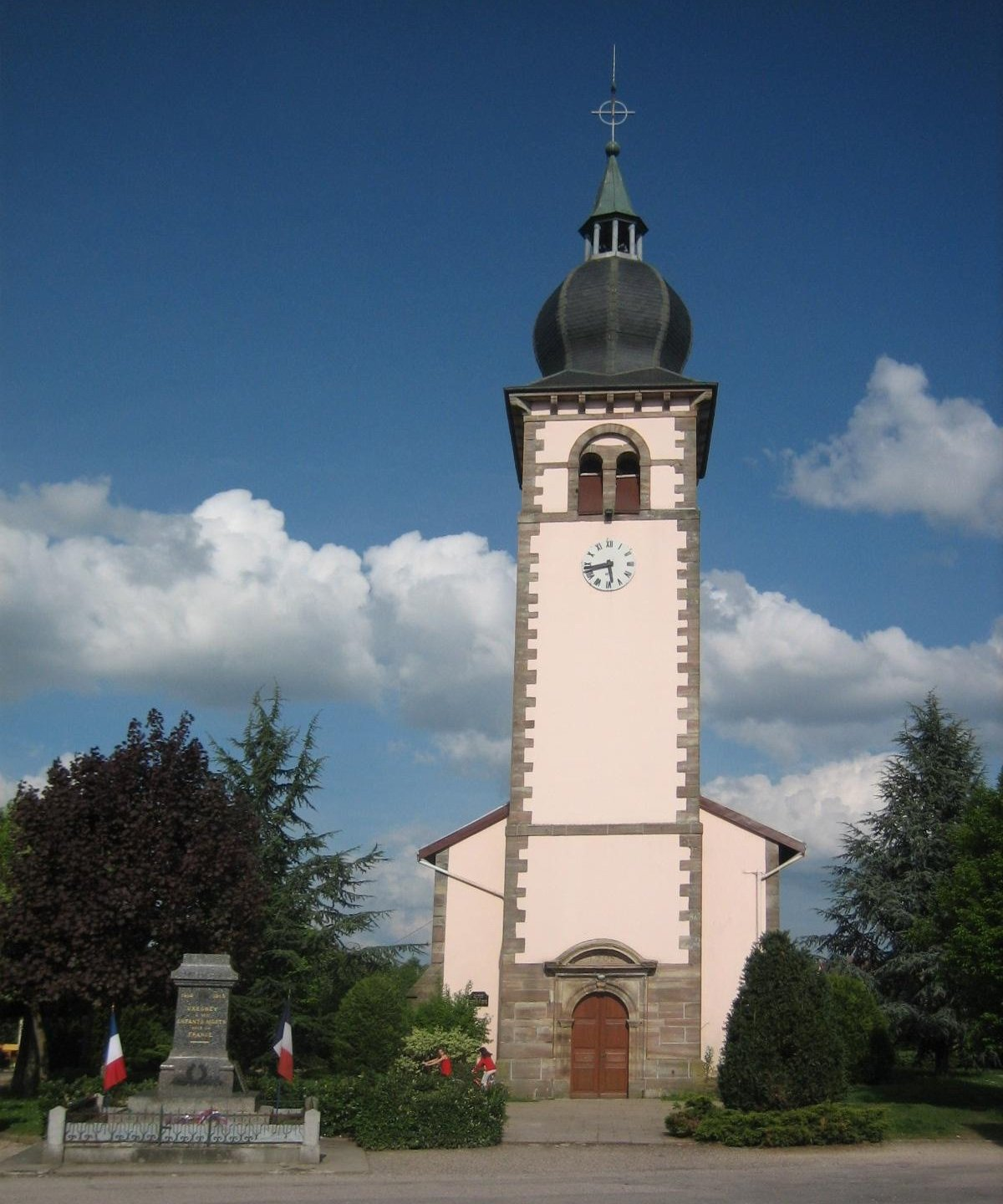
L'église Saint-Romaric et monument aux morts.
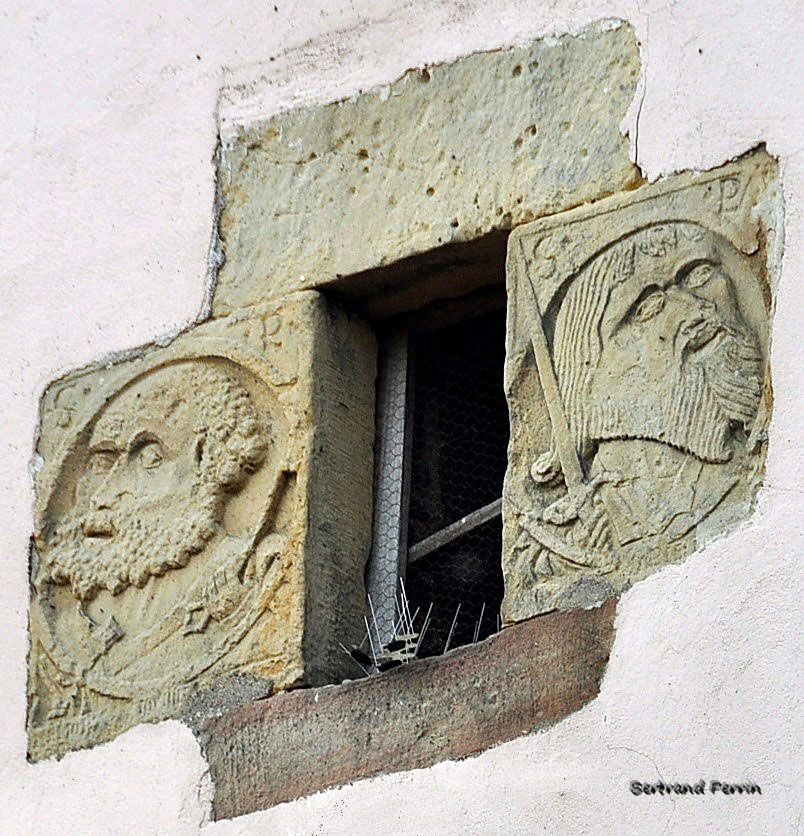
Bas-relief église st Pierre et st Paul fin XVIIe.
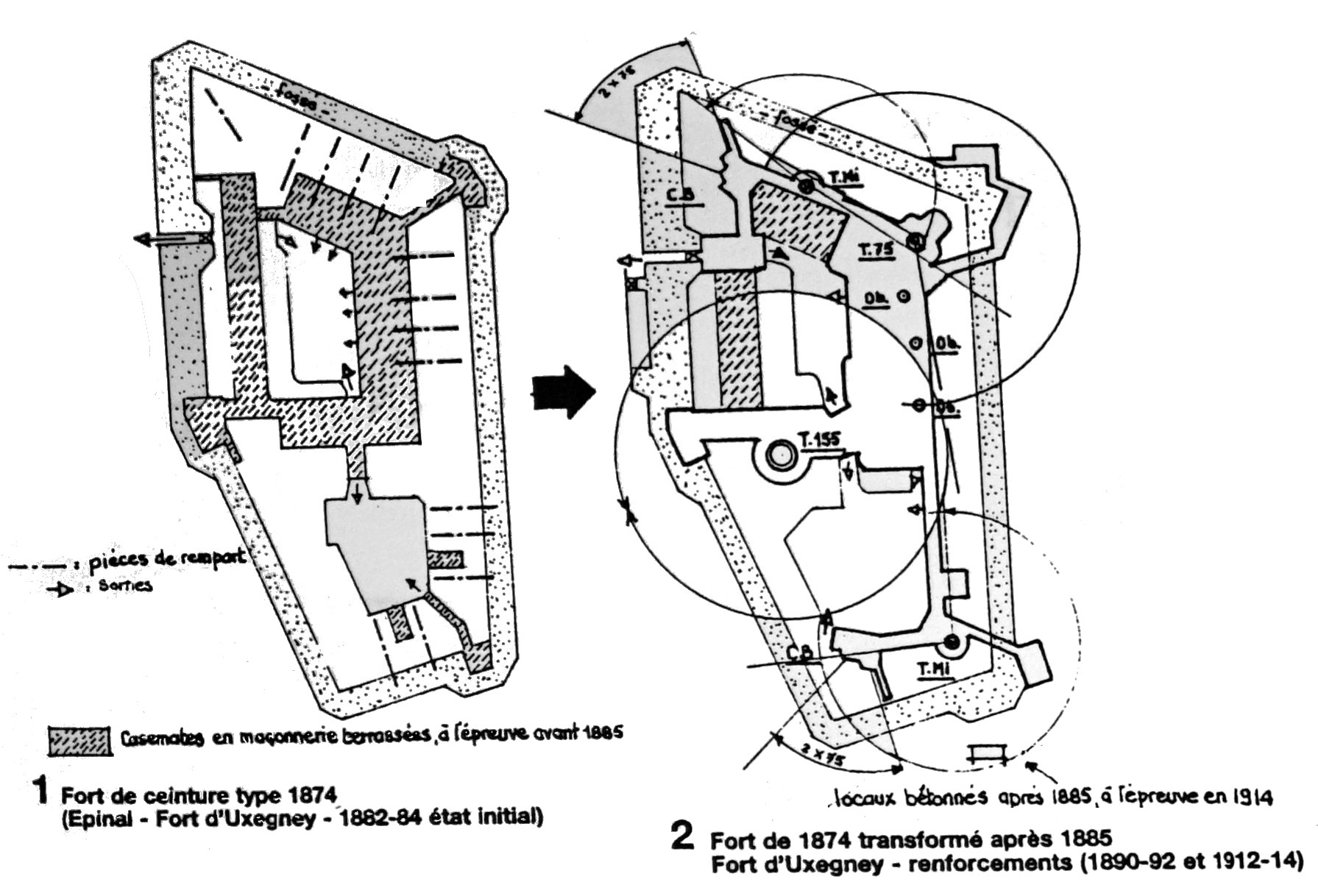
Plans et modifications du fort d'Uxegney.
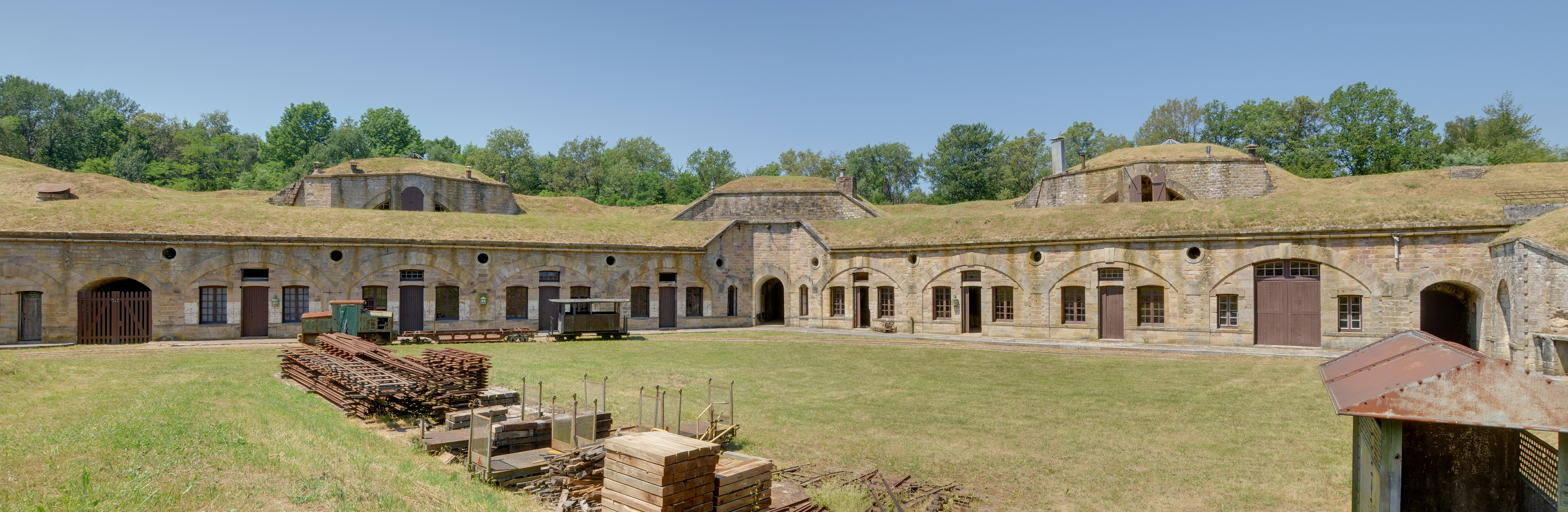
Fort de Bois l'Abbé.

- L'église Saint-Romaric :

Croix : Christ en croix,
Chaire à prêcher,
et son orgue de Didier Poirot,,.
- croix XVIe siècle[44].
- Le fort d'Uxegney inscrit sur l'inventaire supplémentaire des monuments historiques en totalité par arrêté du 29 avril 2002[45]. Construit entre 1882 et 1884.

Cet ouvrage est un exemple de fortification de Séré de Rivières, encore équipé d'armes en état (canons, mitrailleuses...). On peut y voir l’unique exemplaire en état de fonctionnement d’une tourelle à éclipse Galopin avec un canon de 155 mm, gigantesque mécanique de 250 tonnes datant de 1907.
- Le fort de Bois l'Abbé, ou fort Poniatowski, inscrit sur l'inventaire supplémentaire des monuments historiques, par arrêté du 9 avril 2002[47].
- Monument aux morts[48].

### Personnalités liées à la commune
- Jacques Romaire[49].
- Le cheval Cheyenne de la Violle, double champion de France de saut d'obstacles jeunes chevaux en 2018 et 2019[50].

### Héraldique
| Blason | Blasonnement : Parti : au premier d’azur aux trois navettes de tisserand d’or posées en pal mal ordonnées, au second d’azur à la tête de cheval contournée d’or. Commentaires : Les navettes de tisserand symbolisent l’industrie textile de la commune. La tête de cheval rappelle l’existence de champs de course au début du XXe siècle. |